# Axiom e Nathan Frazer
Axiom e Nathan Frazer, também conhecidos como Fraxiom, são uma dupla de luta livre profissional. Eles trabalham atualmente para a WWE, onde atuam na marca SmackDown. A dupla foi campeã de duplas do NXT duas vezes, tendo conquistado os títulos em diferentes momentos de sua trajetória.

## História

### WWE (2023–presente)

#### NXT (2023–2025)
No episódio de 5 de dezembro de 2023 do NXT, Axiom e Nathan Frazer se enfrentaram em uma luta individual, mas a disputa foi interrompida pelos competidores do Iron Survivor Challenge feminino, resultando em um no contest. Uma revanche entre os dois foi marcada para o pré-show do NXT Deadline, onde Axiom derrotou Frazer. Após a luta, os dois decidiram se unir como uma dupla e logo entraram no Dusty Rhodes Tag Team Classic. Na primeira rodada do torneio, no episódio de 9 de janeiro de 2024 do NXT, Axiom e Frazer derrotaram Hank e Tank (Hank Walker e Tank Ledger). No entanto, eles foram eliminados nas semifinais pelo The Wolf Dogs (Baron Corbin e Bron Breakker) no episódio de 23 de janeiro de 2024.
Em março de 2024, Fraxiom participou do Torneio Eliminador de Duplas do Campeonato de Duplas do NXT de 2024, conseguindo se classificar para a final, onde enfrentaram os campeões de duplas do NXT, The Wolf Dogs, pelo título no NXT Stand & Deliver, mas não conseguiram vencer a luta. Em uma revanche no episódio seguinte do NXT, Fraxiom derrotou The Wolf Dogs e se tornaram os novos campeões de duplas do NXT. Mais tarde, Frazer começou a focar em títulos individuais, para desgosto de Axiom. No episódio de 25 de junho de 2024 do NXT, Tony D'Angelo pela Copa Heritage do NXT. No episódio seguinte do Speed, ele derrotou Akira Tozawa para avançar no torneio para determinar o desafiante número #1 ao Campeonato Speed, mas foi derrotado por Xavier Woods, do The New Day, na final na semana seguinte. Eventualmente, Axiom seguiu o mesmo caminho e enfrentou Joaquin Wilde, do Latino World Order, no episódio de 31 de julho do Speed no Torneio para determinar o desafiante #1 pelo Campeonato Speed da WWE, mas também foi derrotado. Após várias defesas bem-sucedidas de título, no episódio de 13 de agosto do NXT, Fraxiom perdeu os títulos de duplas para a Chase University (Andre Chase e Ridge Holland), encerrando seu primeiro reinado após 126 dias. No entanto, Fraxiom recuperou os títulos em uma revanche 19 dias depois, no NXT No Mercy, tornando-se campeões de duplas por duas vezes. Logo depois, Frazer começou a focar novamente em títulos individuais. No NXT Deadline em 7 de dezembro, Frazer falhou em vencer o Iron Survivor Challenge, mas Fraxiom defendeu com sucesso os títulos de duplas contra o No Quarter Catch Crew (Myles Borne e Tavion Heights). No NXT: Roadblock em 11 de março de 2025, Fraxiom não conseguiu derrotar os campeões mundiais de duplas da TNA, The Hardy Boyz, pelo título. Três dias depois, no SmackDown, Axiom fez sua segunda aparição no programa, mas perdeu para o campeão mundial dos pesos pesados, Gunther. No episódio de 4 de abril do SmackDown, Frazer fez sua estreia no plantel principal, mas foi derrotado por Rey Fénix, que também estava estreando. No NXT Stand & Deliver, em 19 de abril de 2025, Fraxiom perdeu o Campeonato de Duplas do NXT para Hank e Tank (Hank Walker e Tank Ledger) em sua última luta pelo NXT, encerrando seu segundo reinado de 230 dias.

#### SmackDown (2025–presente)
No episódio de 25 de abril do SmackDown, Fraxiom foi promovido para a marca SmackDown, onde fizeram sua estreia no plantel principal. Eles derrotaram Los Garza (Angel e Berto), do Legado Del Fantasma, em sua primeira luta como uma equipe no SmackDown.

### Total Nonstop Action Wrestling (2025)
Frazer e Axiom fizeram sua aparição na Total Nonstop Action Wrestling (TNA) no evento Genesis em 19 de janeiro de 2025, durante a luta pelo Campeonato Mundial de Duplas da TNA entre os campeões mundiais de duplas da TNA, The Hardys (Matt Hardy e Jeff Hardy), e The Rascalz (Trey Miguel e Zachary Wentz). Mais tarde naquela noite, foi anunciado que The Rascalz enfrentaria Fraxiom pelo Campeonato de Duplas do NXT no episódio de 23 de janeiro do Impact!, tornando-se os primeiros lutadores da WWE a defender um campeonato da WWE na TNA. Fraxiom conseguiu reter os títulos após interferência de Wes Lee, Tyriek Igwe e Tyson Dupont.

## Títulos e prêmios
- Pro Wrestling Illustrated
  - PWI os colocou na #2ª posição no PWI Tag Team 100 em 2024[20]
- WWE
  - Campeonato de Duplas do NXT (2 vezes)[21]
  - NXT Tag Team Championship Eliminator Tournament (2024)[22]
  - NXT Year-End Award
    - Dupla do Ano (2024)